# Ралф Бънч
Ралф Джонсън Бънч (на английски: Ralph Johnson Bunche) е американски политолог, дипломат и активист за граждански права. Носител на Нобелова награда за мир за 1950 г. за мирното посредничество в Палестина през 1949 г.

## Произход и образование (1904 – 1928)
Роден е на 7 август 1904 година в Дейтройт, щат Мичиган, САЩ. Внук на роб, той е най-голямото дете и единствен син в семейството на бръснаря Фред Бънч и Оливия Агнес Джонсън. Детството му преминава в изключителна бедност. След като на 12-годишна възраст загубва родителите си заедно със сестра си Грейтс отива да живее при баба си Нана Джонсън в Лос Анджелис.
Стремежът към знания кара Ралф да напусне гетото. В училището „Джеферсън“ се смята за най-добрия ученик в класа. Учейки и работейки като портиер, Бънч успява да постъпи в Калифорнийския университет в Лос Анджелис, който завършва през 1927 г. с бакалавърска степен по международни отношения. Една година по-късно получава магистърска степен по политология от Харвардския университет.

## Научна дейност (1928 – 1941)
След дипломирането си Бънч започва да се занимава с преподавателска дейност. През 1928 г. става преподавател по политология в Хоуърдския университет, а след година – декан на факултета. През юни 1930 г. се жени за Рут Етел Харис, начална учителка, която му ражда три деца.
През 1932 – 1933 г. Бънч пътува до Африка, за да завърши работата си над своята докторска дисертация за френското колониално управление в Тоголанд (днес Того и Гана) и в Дахомей (днес Бенин). След като получава докторска степен от Харвард, Бънч става първият тъмнокож американец, постигнал такива успехи в политологията.
През 1936 г. Бънч става съдиректор на Института за расови отношения към Суортмор колидж и публикува „Световен преглед на расите“ (на английски: A World View of Race). Продължавайки да разработва темата за колониалната политика и расовите отношения, той прави проучвания в Североизточния университет в Бостън, в Лондонското икономическо училище и в Кейптаунския университет в Южна Африка. От 1938 до 1940 г. си сътрудничи с шведския социолог Гунар Мюрдал. Резултатите от съвместните им изследвания са публикувани в „Американска дилема“ (на английски: An American Dilemma, 1944 г.).

## Дипломатическа дейност (1941 – 1971)
През 1941 г. Бънч започва работа в Управлението за координиране на информацията към Националната програма за отбрана. Като аналитик по въпросите, засягащи Африка и Далечния Изток, той съставя разузнавателни отчети за колониалните райони, които имат стратегическо значение за САЩ. Бънч остава в учреждението, когато след една година то е преобразувано в Управление на стратегическите служби (УСС). Един от ръководителите на УСС се изказва за него като „ходещ колониален институт“. С подобна препоръка Бънч преминава на работа в Държавния департамент, където започва да се специализира по въпросите на Африка в отдела за териториални изследвания. Своите обширни знания за „третия свят“ Бънч използва, за да изкорени заблужденията за народите на Африка, Близкия изток и Азия.
Като член на делегацията на САЩ по време на конференцията в Дъмбартън Оукс през 1944 г., Бънч допринася за оформянето на раздела за подопечните територии в Хартата на Обединените нации. В този раздел се съдържат принципите за управление на предишните колонии от страните, претърпели поражение през Втората световна война, и се разглеждат въпросите на здравеопазването, социалното осигуряване, образованието, икономиката и правата на човека. Бънч съчетава толкова изкусно интересите на западните държави и на колониалните народи, че делегатите на конференцията през 1945 г. в Сан Франциско приемат членовете за подопечните територии практически без промени. На тази конференция Бънч присъства като съветник на американската делегация. Оттогава Бънч става, според собствените му думи, „международен служител“.
През януари 1946 г. той е в състава на делегацията на САЩ за Първата сесия на Генералната асамблея на ООН. Генералният секретар на ООН Трюгве Ли го привлича за сътрудник и през 1947 г. Бънч заема поста директор на департамента на ООН за опека и информация относно несамоуправляващите се територии, на който пост по-късно придобива репутацията на твърд привърженик на деколонизацията.
По време на Арабско-израелската война през 1948 г. посредническите способности на Бънч се оказват полезни. Арабските държави възразяват категорично срещу провъзгласяването на държавата Израел. Като специален представител на Генералния секретар на ООН Бънч е прикрепен към посредника на ООН в Близкия Изток граф Бернадот. След като Бернадот е убит от израелски терористи през септември 1948 г., Съвета за сигурност на ООН възлага преговорите на Бънч.
Дипломатическият талант на Бънч му помага да постигне прекратяване на огъня, макар че положението изглежда за мнозина безнадеждно. Тъй като арабските представители отказват да седнат на масата за преговори с израелците, Бънч настанява комитетите в различни помещения и всеки се занимава само с един въпрос. Точка след точка, ден след ден Бънч се доближава неотклонно до успеха. Той ласкае, шегува се, проявява твърдост. През 1949 г. неговият „непобедим оптимизъм“ довежда до подписването на четири съглашения за примирие между Египет, Йордания, Ливан и Сирия, от една страна, и Израел – от друга. За този успех той става първият тъмнокож лауреат на Нобелова награда за мир през 1950 г. Сред чернокожите нобелови лауреати той е първият афроамериканец и първият човек от африкански произход, удостоен с Нобелова награда. 
След получаването на Нобеловата награда Бънч посвещава остатъка от кариерата си на превръщането на ООН в ефективна миротворческа организация. През 1955 г. той става заместник-секретар по специалните политически поръчения, а от 1967 до своята оставка през 1971 г. е заместник на Генералния секретар.
По време на Суецката криза през 1956 г. Бънч оглавява силите на ООН в Египет. През 1960 г. Генералният секретар на ООН Даг Хамаршелд, който сменя на този пост Трюгве Ли, изпраща Бънч в Конго, който малко преди това се освобождава от белгийската администрация. Когато политическите условия там се влошават, Бънч застава начело на военното и гражданското управление на ООН, което ръководи страната. Бънч участва и във формирането на силите на ООН за поддържане на мира в Кипър през 1964 г., а на следващата година съдейства за прекратяването на огъня между Индия и Пакистан.
Без да се занимава специално с гражданските права, Бънч прави не малко за правата на тъмнокожото население в Америка. Философията на расовите отношения се формира у него под влияние на баба му – „да отстояваш правата си, да не търпиш пренебрежението, но да не изпитваш злоба“. Ръководейки се от тези принципи, той отклонява предложената му от Хари Труман длъжност помощник на държавния секретар заради това, че във федералната столица все още е запазена сегрегацията, свързана с жилищата. През 1965 г. Бънч е един от тези, които оглавяват марша за граждански парва, организиран от Мартин Лутър Кинг в Монтгомъри в щата Алабама. Подобно на Кинг, Бънч твърди, че парите, похарчени за Виетнамската война, би трябвало да се използват за изкореняване на расизма чрез ликвидиране на градските гета.
До оставката си през 1971 г. Бънч е съветник на Генералния секретар на ООН У Тан.

## Смърт
Бънч подава оставка от позицията си в ООН поради лошо здраве, но това не е обявено, тъй като У Тан се е надявал той да може да се завърне скоро. Здравето му не се подобрява и Бънч умира от усложнения на сърдечни заболявания, бъбречни заболявания и диабет на 9 декември 1971 година в Ню Йорк на 67-годишна възраст.  Погребан е в гробището Уудлоун в Бронкс, Ню Йорк.